# Новая Буховщина (Молодечно)
Новая Буховщина (бел. Новая Бухаўшчына) — историческое место города Молодечно, бывшая деревня и хутор. В Указе о присвоении городу Молодечно статуса города он включен в число пунктов, входящих в состав вновь образованного города.  В 1950-е годы на пустующем месте около Новой Буховщины был заложен новый центр города — площади Ленина (ныне Центральная) , что дает основание отождествлять Новую Буховщину с застройкой, образовавшейся у села Буховщина после прокладки железной дороги, ограниченной рекой Бухавкой с запада, ул. Виленской с юго-востока и ул. Либаво-Романской с севера.
В конце XIX — начале XX вв. на Новой Бухавщине располагались спиртовой и шпалопропитный заводы, Домбравольская паровая мельница, железнодорожные мастерские.
На карте Молодечно топоним Новая Бухущина не указан.

## Исторические здания
- Дом старосты по ул. Либаво-Роменская, 1926 г. (перестроена из дореволюционного ректификационного завода Гечевича)
- Здание тюрьмы, начало XX века.
- Типография, начало XX века, ул. Притыцкого, 1 (третий этаж надстроен в 1950-е гг.).
- Дом начальника тюрьмы, ул. Тавлая, 5 (1925)
- Частные жилые дома по ул. Виленская, Чистая, Либаво-Романская (1930-е гг.)

## Утраченное наследие
Главную достопримечательность Новой Буховщины — десятиметровый крест, стоявший у поворота дороги на Вильнюс, — снесли в 1950-е годы. В 1936-39 годах на месте современного Партизанского переулка. была построена воинская церковь св. Иосифа (работа не была закончена). Его фундамент размером 50х20 м был сделан из камня, установлены бетонные колени, выделена полукруглая кирпичная апсида, остальные временные постройки выполнены из дерева. Службы проводил военный священник-капеллан. Снесен в 1959 году. Рядом с церковью находился деревянный пасторский дом, просуществовавший до конца 2000-х годов. Деревянное здание СШ №4, построенное во время немецкой оккупации , было снесено в 2014 году. Банковское здание второй половины 1930-х гг. на углу Притицкого и Громадовской улиц было снесено в 2002 г. для строительства нового здания «Беларусбанка» после реконструкции, та же участь постигла расположенные рядом довоенные деревянные постройки. . Также с лета 1944 года до середины 60-х годов через район проходила железнодорожная ветка, которую затем демонтировали.

## Галерея

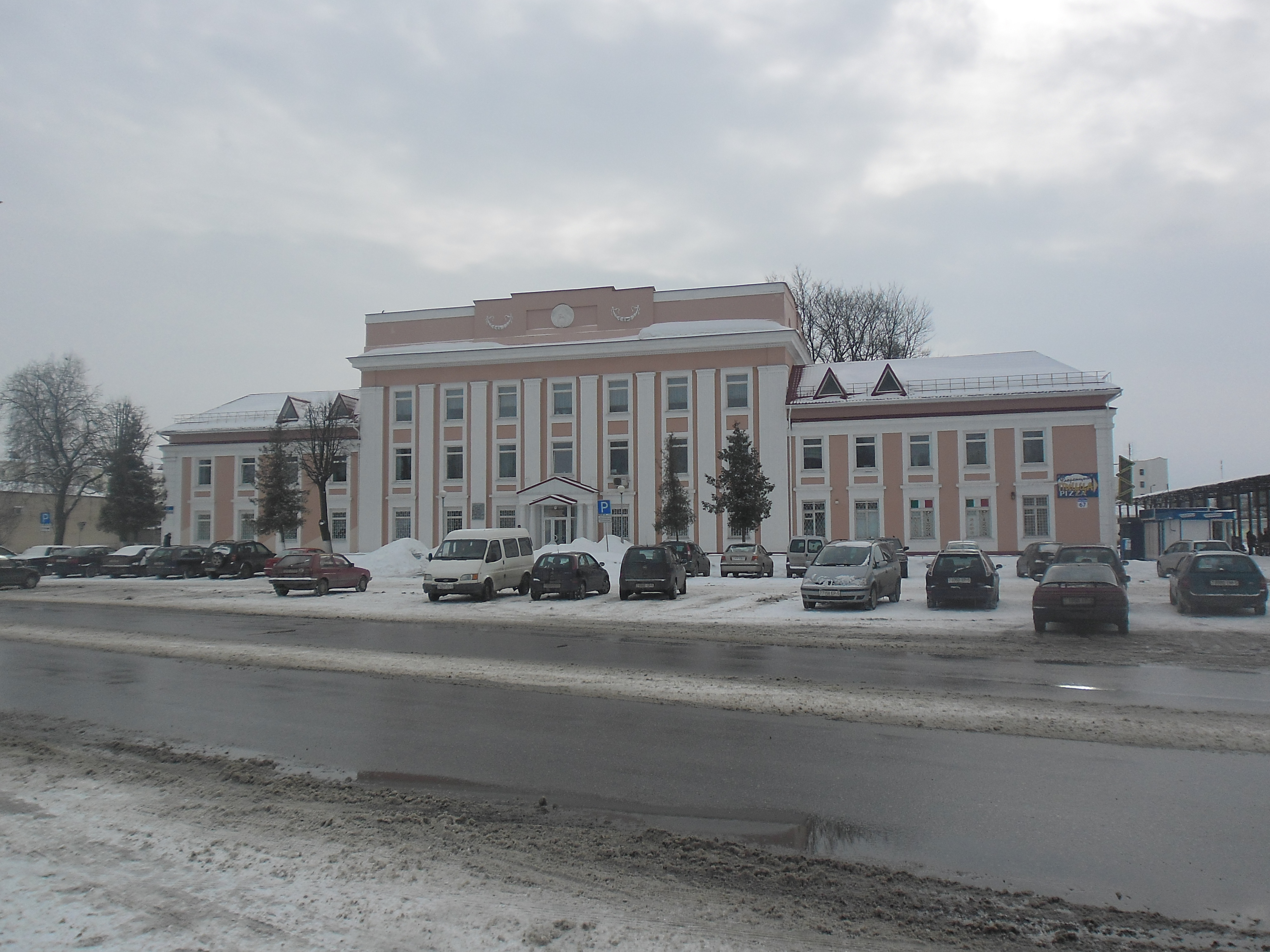
Бывшее здание поветового староства
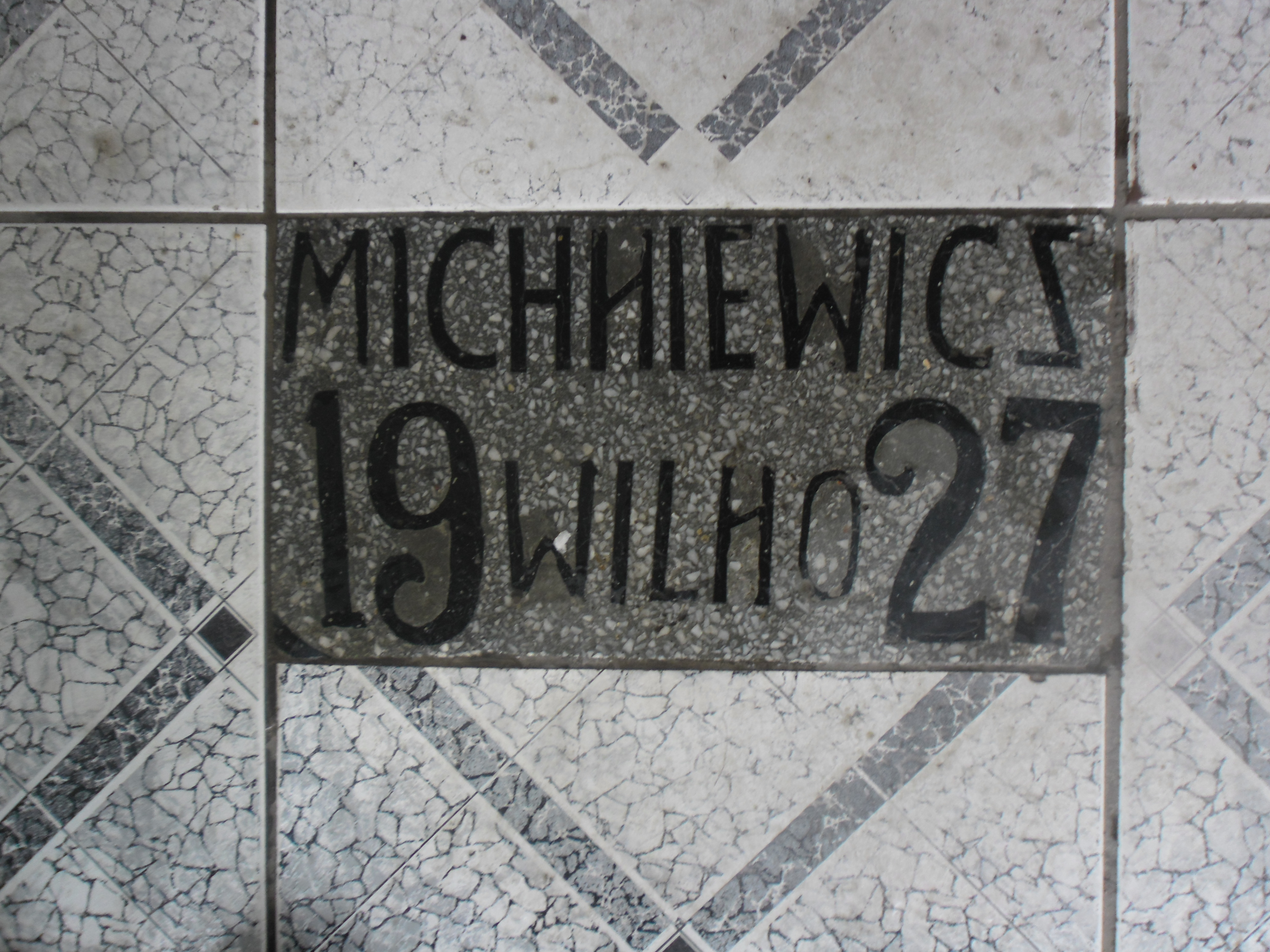
Надпись при вступлении в староство
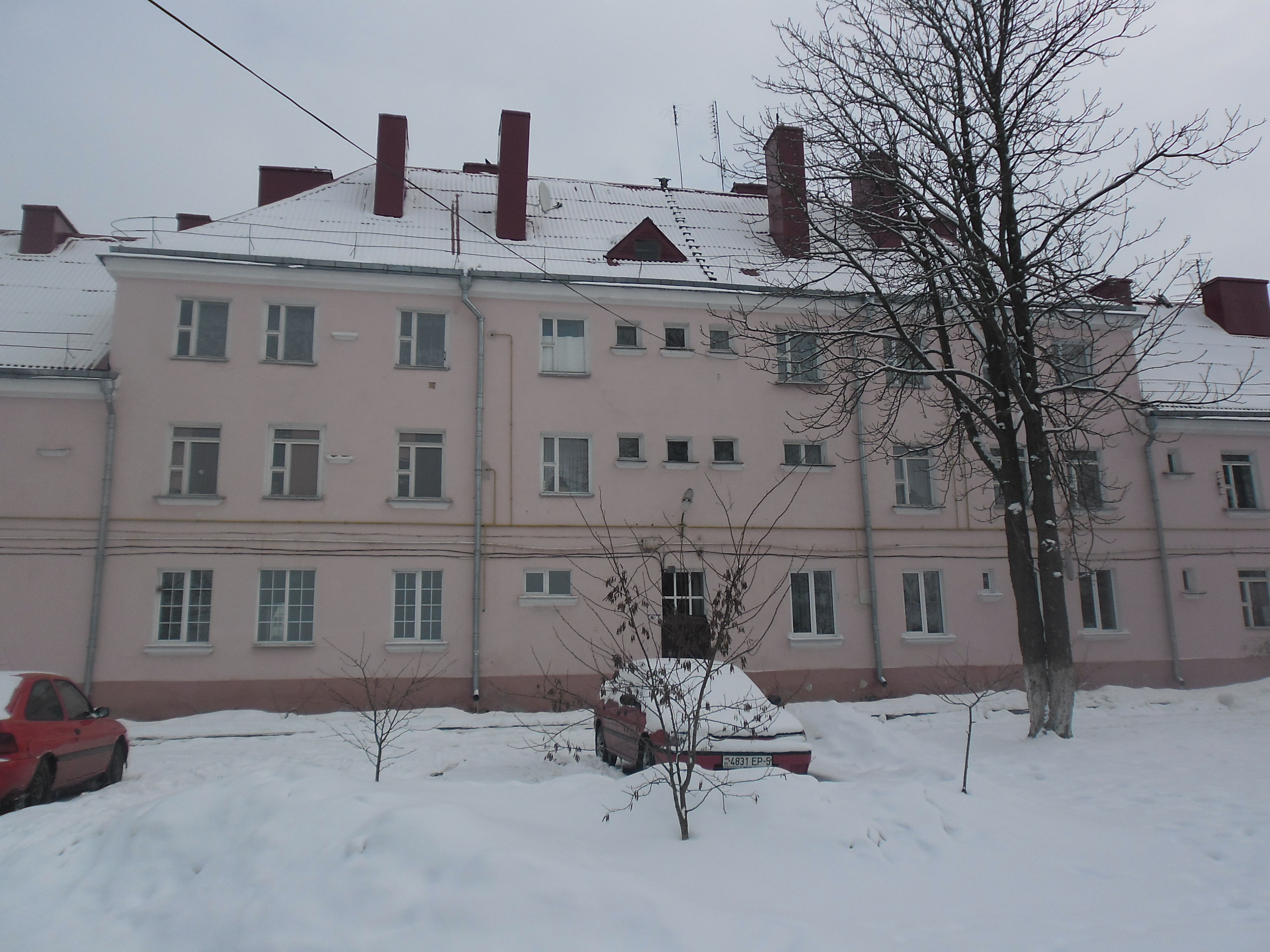
Дом начальника тюрьмы